# 红星乡 (依安县)
红星乡，是中华人民共和国黑龙江省齐齐哈尔市依安县下辖的一个乡镇级行政单位。

## 行政区划
红星乡下辖以下地区：
东升村、文合村、文化村、建荣村、红星村、兆祥村、合发村、红旗村和互助村。